# Una reginetta molto speciale
Una reginetta molto speciale (Queen Sized) è un film del 2008 diretto da Peter Levin, che ha come attrice protagonista Nikki Blonsky, che è stata lanciata dal film Hairspray, nel 2008.

## Trama
Maggie Baker è una liceale in sovrappeso stanca di essere presa in giro dai propri compagni di scuola. Sua madre è invece una bella donna, che cerca di far perdere peso alla figlia in ogni modo, preoccupata anche che Maggie non abbia il diabete, causa della morte di suo padre. La sua migliore amica Casey non è così impopolare come Maggie a causa della sua relazione con uno dei ragazzi più popolari Devon. Casey è invitata a una festa da lui e accetta l'invito con la premessa che anche Maggie possa partecipare. Alla festa, Casey è trascinata via da Devon, lasciando Maggie da sola per essere derisa dal suo gruppetto.
Liz, una delle sue compagne, decide di candidare Maggie alle elezioni come reginetta della scuola per farle uno scherzo cattivo. Maggie però non si tira indietro e con l'aiuto dei suoi amici, raccoglie le firme necessarie alla sua candidatura: inizia così la sua campagna.